# Zhao Shasha
Zhao Shasha (chiń. 赵沙沙; ur. 17 września 1989) – chińska zapaśniczka walcząca w stylu wolnym. Olimpijka z Londynu 2012, gdzie zajęła osiemnaste miejsce w kategorii 48 kg.
Brązowa medalistka mistrzostw świata w 2010 i 2011. Jedenasta w igrzyskach azjatyckich w 2010. Zdobyła trzy złote medale na mistrzostwach Azji, w 2010, 2011 i 2012. Druga w Pucharze Świata w 2010; trzecia w 2012 roku.